# Corydalis darwasica
Corydalis darwasica är en vallmoväxtart som beskrevs av Eduard August von Regel och David Prain. Corydalis darwasica ingår i släktet nunneörter, och familjen vallmoväxter. Inga underarter finns listade i Catalogue of Life.